# زین‌الدین (کرمانشاه)
روستای زین‌الدین (کرمانشاه و کردستان)، منطقه ای از توابع بخش مرکزی شهرستان کرمانشاه در مرز بین استان کرمانشاه و استان کردستان ایران است.
این روستا در ۱۵ کیلومتری شهرستان کامیاران قرار گرفته است و در منطقه ی معروف بیلوار قرار دارد 
.

## جمعیت
این روستا در دهستان پشت دربند قرار دارد و براساس سرشماری مرکز آمار ایران در سال ۱۳۸۵، جمعیت آن ۳۶۸ نفر (۸۹خانوار) بوده‌است.

## مردم
مردم روستای زین الدین کرد هستند. که به زبان کردی کلهری با لهجه بیلواری صحبت می کنند. اکثراً شیعه هستند و اقلیتی از اهل حق نیز در این روستا ساکنند.

## تپه زین الدین

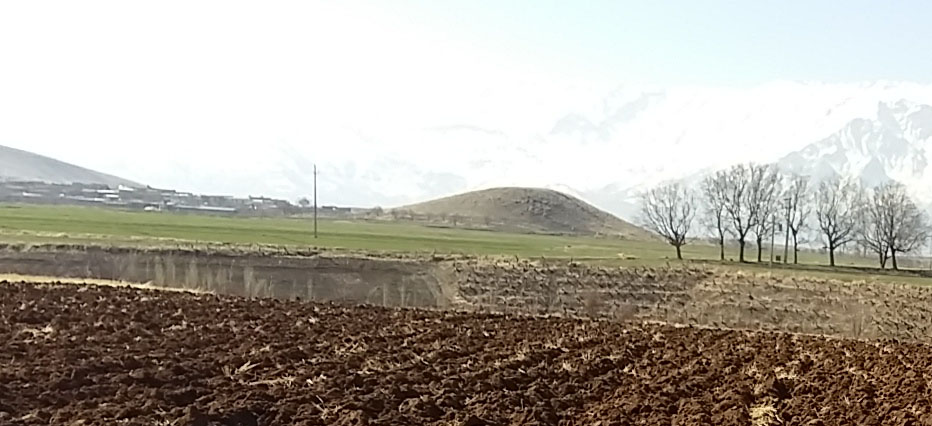
تپه زین الدین

تپه زین الدین مربوط به دوره سلوکیان - دوره اشکانیان است و در دهستان پشت دربند، در حاشیهٔ غربی روستای زین الدین واقع شده و این اثر در تاریخ ۱۵ دی ۱۳۸۷ با شمارهٔ ثبت ۲۴۱۳۹ به‌عنوان یکی از آثار ملی ایران به ثبت رسیده است.